# 贾布里勒·索乌
穆罕默德·贾布里勒·易卜拉希马·索乌（德語：Mohameth Djibril Ibrahima Sow；1997年2月6日—），是一名瑞士职业足球员，现时效力西甲球队塞維利亞。司职中场。

## 俱乐部生涯
2019年6月27日，索乌与德甲俱乐部法兰克福签约，合同到2024年
。